# Szydłowniczek długozarodnikowy

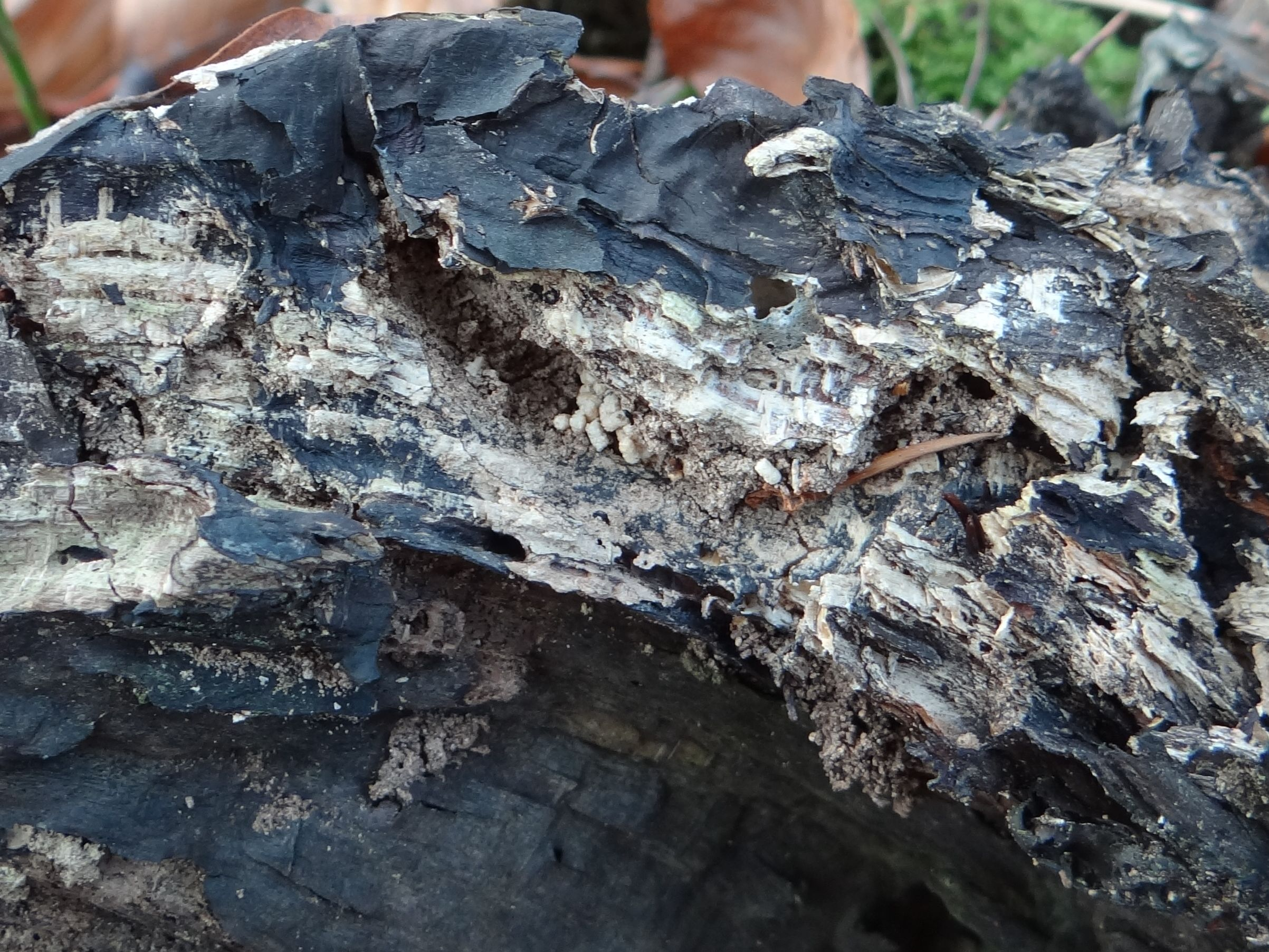

Szydłowniczek długozarodnikowy (Subulicystidium longisporum (Pat.) Parmasto) – gatunek grzybów należący do rodziny Hydnodontaceae.

## Systematyka i nazewnictwo
Pozycja w klasyfikacji według Index Fungorum: Subulicystidium, Hydnodontaceae, Trechisporales, Incertae sedis, Agaricomycetes, Agaricomycotina, Basidiomycota, Fungi.
Po raz pierwszy takson ten zdiagnozował w 1894 r. Narcisse Théophile Patouillard, nadając mu nazwę Hypochnus longisporus. Obecną, uznaną przez Index Fungorum nazwę nadał mu w 1968 r. Erast Parmasto przenosząc go do rodzaju Subulicystidium. Synonimy nazwy naukowej:

- Aegerita tortuosa Bourdot & Galzin 1928
- Aegeritina tortuosa (Bourdot & Galzin) Jülich 1984
- Hypochnus euphorbiae Pat. 1895
- Hypochnus longisporus Pat. 1894
- Kneiffia longispora (Pat.) Bres. 1903
- Peniophora longispora (Pat.) Bourdot & Galzin 1913
- Peniophora longispora (Pat.) Bourdot & Galzin 1913 var. longispora
- Peniophora longispora var. macrospora Rick 1959
- Peniophora sulphurea Rick 1959

Nazwę polską zaproponował Władysław Wojewoda w 2003 r.

## Morfologia
Owocnik
Rozpostarty, ściśle przylegający do podłoża, cienki, gładki i aksamitny wskutek wystających cystyd. Barwa biaława.
Budowa mikroskopowa
System strzępkowy monomityczny. Strzępki cienkościenne, lub nieznacznie grubościenne, o szerokości 3–4 μm, żywicznie inkrustowane. Cystydy szydłowate, o grubościennych podstawach i rozmiarach zazwyczaj 60-80 × 3–4 μm. Są charakterystycznie inkrustowane prostokątnymi, ułożonymi spiralnie wzdłuż ścian kryształami. Wystają wyraźnie ponad powierzchnię. Podstawki o rozmiarach 12-14 × 2–3 μm, 4-zarodnikowe, ze sprzążkami, czasami z inkrustowanymi nasadami. Bazydiospory wydłużone, o ostrych końcach, nieco wygięte w kształt litery S. Są bardzo zróżnicowane pod względem kształtu i wielkości, przeważnie mają rozmiar 11-14 (15) × 2–2,5 μm. Są gładkie i cienkościenne.
Gatunki podobne
Jest wiele bardzo podobnych gatunków grzybów tworzących na drewnie białe i rozpostarte owocniki. Rozróżnienie ich możliwe jest tylko badaniem mikroskopowym. Szydłowniczka długozarodnikowego można odróżnić już przy pomocy silnej lupy (20 x), gdyż można dostrzec jego wystające cystydy. Pod mikroskopem oznaczenie tego gatunku jest łatwe, dzięki charakterystycznym zarodnikom i cystydom.

## Występowanie i siedlisko
Opisano występowanie tego gatunku na wszystkich kontynentach poza Antarktydą. Występuje także na niektórych wyspach (np. na Wyspach Kanaryjskich i japońskich). W Europie jest szeroko rozprzestrzenionyref name=myco/>. W Polsce jest również szeroko rozprzestrzeniony.
Saprotrof. Występuje na martwym drewnie w lasach liściastych, parkach, zaroślach. Rozwija się wyłącznie na drewnie drzew liściastych, takich jak: topola osika, dęby, wierzba iwa, klon jawor i wiąz górski, kasztanowiec pospolity, grab. Często występuje na drewnie silnie już zbutwiałym, stwierdzono występowanie także na obumarłym zielu tojadu.